# Laura Põldvere
Laura Põldvere (født 30. august 1988) er en estisk sangerinde som repræsenterede Estland sammen med Koit Toome ved Eurovision Song Contest 2017 med sangen "Verona". de opnåede en 14. plads i semifinale 2 og derfor kvalificerede de ikke til finalen.